# Томас Стърнз Елиът
Томас Стърнз Елиът (на английски: Thomas Stearns Eliot, също Томас Стърнс Елиът, подписвал се най-често като „ТС Елиът“ или „Т. С. Елиът“), кавалер на Ордена за заслуги. Т.С. Елиът е англо-американски поет, драматург и литературен критик, чиито творби като „Любовната песен на Дж. Алфред Пруфрок“, „Пустата земя“ и „Четири квартета“ се смятат за едни от най-великите постижения на модернизма от XX век. Носител на Нобелова награда за литература за 1948 година.

## Биография

### Детство и юношество
Томас Стърнз Елиът е роден в Сейнт Луис в семейство с английски корени. Дядо му по бащина линия, Уилям Грийнлийф Елиът, се премества в Сейнт Луис, щата Мисури, за да създаде унитаристка църква там. Бащата на поета, Хенри Уеър Елиът (1843 – 1919), е преуспяващ бизнесмен. Майка му, Шарлот Стърнз (1843 – 1929), пише поезия и е социален работник. Томас е последното от шест оцелели деца на семейството. Когато се ражда, и двамата му родители са на 43-годишна възраст. Бъдещият поет е кръстен на своя дядо по майчина линия.
Няколко са факторите, допринесли за литературното увлечение на Томас Елиът. Първият от тях е, че бъдещият поет страда от вродена двойна ингвинална херния, заради това заболяване той не е достатъчно активен физически и не е в състояние да играе с връстниците си. В самотните дни любовта на Елиът към литературата се засилва. Малкият Томас се увлича от книги за Дивия запад. Сред любимите му романи е „Том Сойер“ на Марк Твен. В спомените си приятел на поета споделя, че като дете често е виждал Томас седнал до прозореца, приведен над дебела книга, сякаш търси мечтано лекарство срещу болката в живота си.
Вторият значим фактор за формиране на литературни интереси у бъдещия поет е, че той опоетизира родния си град. Сам Елиът споделя, че Сейнт Луис е оказал огромно влияние върху творчеството му.
От 1898 до 1905 г. посещава Академията „Смит“, където учи латински, старогръцки, френски и немски. На 14-годишна възраст започва да пише поезия, силно повлияна от „Рубаят“ на Омар Хаям – поезията на Омар Хаям в превод на Едуард Фицджералд. Елиът не е доволен от резултата и унищожава написаното. Първата му публикувана творба е стихотворението A Fable For Feasters, написано за училищно упражнение. През 1905 г. е публикувано в Smith Academy Record. В същото издание през април 1905 г. публикува стихотворение без заглавие, което е най-старият запазен ръкопис от Т. С. Елиът, стихотворението по-късно е препечатано със заглавие „Песен“ („Song“) в The Harvard Advocate – списание на студентите в Харвард. През 1905 г. Елиът публикува три кратки разказа – „Хищни птици“ (Birds of Prey), „Приказка за кит“ (A Tale of a Whale) и „Човекът, който беше крал“ (The Man Who Was King).
След като завършва, поетът посещава подготвителната година в Академията „Милтън“ в Масачузетс. Там той се запознава със Скофийлд Тейър, който по-късно публикува „Пустата земя“. От 1906 до 1908 г. следва Философия в Харвард, получава бакалавърска степен за три години вместо за четири. Франк Кърмоуд пише, че най-важният момент от следването на Елиът е бил през 1908 г., когато открива книгата на Артър Саймънс – „Символистичното движение в литературата“ (The Symbolist Movement in Literature) (1899 г.).
Елиът работи като асистент по философия в Харвард от 1909 г. до 1910 г. След това се премества в Париж, където от 1910 до 1911 г. учи философия в Сорбоната. Слуша лекции на Анри Бергсон и чете поезия с Ален Фурние. От 1911 до 1914 г. се връща в Харвард като следва Индийска философия и санскрит. Получава стипендия за колежа Мъртън в Оксфорд през 1914 г. Първо посещава Марбург в Германия, където планира да вземе участие в лятна програма, но избухването на Първата световна война променя плановете му и той заминава за Оксфорд.
В навечерието на новата 1914 г. Елиът пише на Конрад Ейкън, че мрази университетските градове и хората в тях, защото са едни и същи навсякъде. Когато напуска Оксфорд, поетът прекарва голяма част от времето си в Лондон. Този град има огромен ефект върху Т.С. Елиът поради няколко причини, като най-значителната от тях е запознаването му с Езра Паунд. Езра Паунд помага много на младия поет като го запознава със значими литературни дейци. Елиът бързо напуска Мъртън и започва да преподава английски език в Бъркбекския университет в Лондон.
През 1916 г. завършва докторската си дисертация за Харвард на тема „Знания и опит във философията на Ф. Х. Брадли“ (Knowledge and Experience in the Philosophy of F. H. Bradley), но не успява да се върне за устната защита.
Томас Елиът е поканен да се присъедини към Института за напреднали изследвания (Institute for Advanced Study) от директора Франк Айделот. По-късно през 1948 г. е бил гостуващ член там, по това време написва „Коктейлът“ (The Cocktail Party).

### Женитба
В края на 1914 г. Томас Елиът се запознава с Вивиън Хей-Ууд. Двамата сключват брак на 26 юни 1915 г.
След кратко посещение при семейството си в Съединените щати Елиът се връща в Лондон и поема няколко преподавателски поста в Бъркбекския колеж в университета в Лондон. Философът Бъртранд Ръсел проявява интерес към Вивиън, докато младоженците живеят в апартамента му. Някои изследователи на живота и творчеството на Елиът смятат, че между Ръсел и Вивиън е имало афера, но тези твърдения така и не са доказани.
Поради здравословните проблеми на Вивиън бракът им е нещастен. За тези проблеми разбираме от писма на Томас до Езра Паунд, в които са описани симптомите на заболяването. Заради психичното си разстройство Вивиън прекарва дълго време в различни клиники, което много отдалечава Елиът от нея и отношенията им охладняват. През 1984 г. връзката им става предмет на пиесата „Том и Вив“ (Tom & Viv), която през 1994 г. е екранизирана.

### Преподавателска дейност, Lloyds, Faber and Faber
След като напуска Мъртън Елиът работи като учител най-вече в училище Хайгейт, частно училище в Лондон, където преподава френски и латински. Сред неговите ученици там е Джон Бетчеман. По-късно той преподава в Кралското граматическо училище Хай Уикъмб в Бъкингамшър. За да печели допълнително, той пише рецензии за книги и води допълнителни вечерни учебни курсове. През 1917 г. получава работа в Лойдс Банк (Lloyds Bank) в Лондон. През август 1920 г. по време на пътуване до Париж с художника Уиндам Луис, Елиът се среща с Джеймс Джойс. Елиът намира Джойс за арогантен, съвсем скоро обаче двамата стават приятели и Томас посещава Джойс винаги, когато е в Париж. Елиът и Луис също поддържат близки приятелски отношения. Луис е автор на един от най-известните портрети на Елиът (от 1938 г.).
Чарлз Уибли препоръчва Елиът на Джофри Фабер. През 1925 г. поетът напуска Лойдс, за да стане част от издателството Faber and Gwyer, по-късно преименувано на Faber and Faber. Томас остава там до края на живота си, като накрая става директор. Във Faber and Faber той отговаря за публикуването на значими английски поети като Уистън Хю Одън, Стивън Спендър, Тед Хюз.

### Преминаване към Англиканската църква и получаване на британско гражданство
На 29 юни 1927 г. Елиът преминава от унитаризъм към англиканизъм, а през ноември същата година получава британско гражданство. Той става надзирател на своя енорийска църква „Свети Стефан“ в Лондон. Трийсет години по-късно Елиът коментира религиозните си възгледи като комбинация от католически начин на мислене, калвинистко наследство и пуритански темперамент.
Елиът има широки духовни интереси, според него пътят към прогреса на съвременния човек преминава през вглеждането вътре в себе си. В защита на твърдението си той се позовава на авторитети като Гьоте и Рудолф Щайнер.
Един от биографите на Елиът, Питър Акройд, обяснява смяната на религията на Елиът по следния начин – от една страна англиканската църква предлага на поета надежда за самия него, Акройд смята, че Елиът има нужда от място за почивка, където да намери желаното уединение и спокойствие. От друга страна, църквата приобщава Т.С. Елиът към английската общност и култура.

### Развод с Вивиън Хей – Ууд и повторен брак
През 1932 г. Елиът се разделя със съпругата си за известно време. Когато от Харвард му предлагат преподавателско място за академичната 1932 – 1933 година, той приема и оставя Вивиън в Англия. След завръщането си урежда официално раздялата си с нея. Вивиън е настанена в психиатрична клиника през 1938 г. и остава там до смъртта си през 1947 г. Въпреки че Елиът все още е неин законен съпруг, той не я посещава в клиниката. Между 1938 и 1957 г. Елиът има връзка с Мери Тревилиан от Лондонския университет. Тя иска да се омъжи за него, като за това желание разбираме от мемоарите ѝ.
От 1946 до 1957 г. Елиът споделя едно жилище със своя приятел Джон Дейви Хейуърд, той събира и ръководи ръкописите и документите на поета. Така Хейуърд съхранява и първоначалната версия на „Любовната песен на Дж. Алфред Пруфрок“, която е публикува след смъртта на Томас Елиът. Когато Елиът и Хейуърд вече не съжителстват, Хейуърд запазва ръкописите на поета, а през 1965 г. ги завещава на Кингс Колидж в Кеймбридж.
На 10 януари 1957 г. Елиът (68-годишен) се жени за Есме Валери Флетчър (30-годишна). За разлика от първия си брак, при втория Томас познава добре съпругата си, тъй като тя е била негова секретарка в издателството „Faber and Faber“ от август 1949 г. Те се женят тайно – на сватбата присъстват само родителите на булката. Елиът няма деца с нито една от съпругите си.
В началото на 1960 г. здравето на поета се влошава. По това време Елиът работи като редактор в издателството на Уеслианския университет като търси млади поети, които да публикува. След смъртта му Валери съхранява поезията на съпруга си. Тя редактира писмата му и подготвя за печат „Пустата земя“. Валери Елиът умира на 9 ноември 2012 г. в апартамента си в Лондон.

### Смърт и посмъртно признание
В продължение на много години Елиът страда от белодробни проблеми – бронхит и тахикардия, причинени от тютюнопушене. Той умира от емфизема в дома си в Кенсингтън в Лондон на 4 януари 1965 г. Кремиран е в Голдън Грийн Крематориум. В съответствие с желанието му прахът му е отнесен в църквата Сейнт Майкъл в Източен Коукър, Съмърсет, откъдето предците му са емигрирали в Америка. На възпоменателната му плоча е изписан стих от поемата му „Ийст Коукър“, който гласи: „В моето начало е моят край, в моя край е моето начало“ (In my beginning is my end. In my end is my beginning).
През 1967 г., на втората годишнина от смъртта му, Елиът е почетен с голяма плоча в Poets' Corner в Уестминстърското абатство в Лондон. Паметникът е издялан от скулптора Рейнолдс Стоун.
На входа на къщата, в която Елиът умира, през 1986 г. е окачена синя паметна плоча.

## Творчество
За поет от неговата величина Елиът оставя сравнително малък брой стихотворения. Сам е бил наясно с това още в началото на творческия си път. Елиът пише на Дж. Х. Уудс, един от неговите преподаватели в Харвард, че репутацията му в Лондон се гради върху малко на брой творби и се поддържа от публикуването на едно-две произведения на година. Важен за Елиът е не обемът, а изяществото. Стиховете трябва да са съвършени, така че отпечатването на всяко едно стихотворение да е събитие.
Обикновено първоначално публикува творбите си в периодични издания, малки книжки или брошури, а едва след това ги събира в книги. Неговият първи поетически сборник е „Пруфрок и други наблюдения“ от 1917 г. (Prufrock and Other Observations). През 1920 г. публикува още стихове в Ара Вос Прес (Лондон), както и стихосбирката „Стихотворения“ (Poems) в Ню Йорк. През 1925 г. събира „Пустата земя“ и други стихотворения в „Пруфрок“ и „Стихотворения“ в един том и добавя „Кухите хора“, за да състави „Стихотворения“ (Poems) от 1909 до 1925 г. Оттогава нататък той подготвя нова редакция на този том под заглавието „Събрани стихотворения“ (Collected Poems). Изключение правят „Книга за практичните котки на стария опосум“ (1939 г.) и колекция от уж лековати стихове със заглавие „Стихове, писани през ранна младост“ (Poems Written in Early Youth), публикувани посмъртно през 1967 г., съставени главно от стихотворения, публикувани между 1907 г. и 1910 г. в The Harvard Advocate. „Изобретения на мартенския заек“ (Inventions of the March Hare) включва стихове, писани от 1909 до 1917 г. Това са произведения, които Елиът не е имал намерение е публикува. Сборникът се появява посмъртно едва през 1997 г.
В интервю през 1959 г. Елиът споделя, че неговата поезия е свързана повече с негови изтъкнати съвременници в Америка, отколкото с всичко написано от неговото поколение в Англия. Поетът споделя също, че поезията му не би била това, което е, ако би бил роден в Англия или ако би останал в Америка. Творчеството му е комбинация, но в емоционалните си извори то идва от Америка.
Освен това трябва да се признае, че Елиът е дълбоко повлиян от френските поети – от Шарл Бодлер до Пол Валери. Чимной Гуха показва това в книгата си: „Където мечтите се пресичат: Т.С. Елиът и френската поезия“ (Where the Dreams Cross: T S Eliot and French Poetry (Macmillan, 2011)). Самият Елиът през 1940 г. в едно свое есе, посветено на Уилям Бътлър Йейтс, казва че видът поезия, който може да го учи как да използва собствения си глас, не съществува на английски език. Тази поезия може да бъде намерена единствено на френски. (Poetry and Poets, 1948)

### Любовната песен на Дж. Алфред Пруфрок
През 1915 г. Езра Паунд препоръчва Т. С. Елиът на Хариет Монро – основателка на Poetry magazine и тя публикува „Любовната песен на Дж. Алфред Пруфрок“. Въпреки че лирическият герой Пруфрок, изглежда да е на средна възраст истината е, че Елиът пише голяма част от поемата, когато е едва 22-годишен.
Поемата следва съзнанието на човек на име Пруфрок (свързано е с идеята за пресъздаване на потока на съзнанието, характерен похват за Модернизма). Критиците са разединени по въпроса дали лирическият аз напуска мястото си в хода на поемата. Местата, които са описани, могат да се тълкуват или като действителни физически преживявания и спомени, или като символични изображения от подсъзнанието. Например в стиха: „В стаята жените идват и си отиват“ (In the room the women come and go).
В структурно отношение поемата е изключително повлияна от Данте Алигиери. Освен това творбата диалогизира с редица други литературни произведения – включително „Хамлет“ и поезията на френските символисти. Рецепцията на поемата в Лондон може да се прецени от един неподписан коментар в литературна притурка на „Таймс“ от 21 юни 1917 г. – „Фактът, че тези неща са възникали в съзнанието на г-н Елиът, със сигурност няма почти никакво значение за никого. Тези неща нямат връзка с онова, което определяме като поезия.“ Поемата днес се оценява като едно от най-значимите творения на западноевропейския модернизъм.

### Пустата земя
През октомври 1922 г. Елиът публикува „Пустата земя“ в британското списание The Criterion. Публикувана е в самостоятелна книга през декември същата година. Поемата е редактирана и оформена от Езра Паунд. След намесата му от дългия ръкопис на Елиът остава съкратена версия, която се появява в печата. Поемата е писана в труден период от живота на Томас – бракът му с Вивиън се разпада и двамата страдат от психично разстройство. Творбата често се чете като изображение на разочарованието на следвоенното поколение. Преди публикуването на произведението като самостоятелна книга Елиът се дистанцира от такова тълкуване на поемата. За творбата е характерно преплитането между сатира и пророчество, както и рязката смяна на лирическия говорител, топоса и времето. Тази композиционна сложност е основна причина тази творба да се превърне в крайъгълен камък за модернистичната поезия.

### Кухите хора
Поемата се появява през 1925 г. Това е едно от основните произведения на Томас Елиът от края на двайсетте години. Подобно на други произведения на Елиът темите са припокриващи се и фрагментарни. Поемата е писана в атмосферата на следвоенна Европа, която търпи последиците от Версайския договор, труден е и диалогът между вярата и религията. Според някои критици влияние оказва проваленият брак на поета.
Поемата е разделена на пет части и се състои от деветдесет и осем стиха.
Елиът споделя, че заглавието „Кухите хора“ е комбинация от заглавията на романса „Кухата земя“ (The Hollow Land) от Уилям Морис и поемата на Ръдиард Киплинг – „Счупените хора“ (The Broken Men). Твърде възможно е обаче това да е една от многото построени алюзии на Елиът. Заглавието отпраща и към драмата на Шекспир „Юлий Цезар“, както и към героя Къртз от „Сърцето на мрака“ на Джоузеф Конрад.
Заключителните стихове на „Кухите хора“ са едни от най-цитираните в цялото творчество на Елиът:
По тоя път светът завършва

по тоя път светът завършва

по тоя път светът завършва

не с взрив, а с хленч.

### Пепелната сряда
„Пепелната сряда“ е първата дълга поема, написана от Елиът след преминаването му към Англиканската църква през 1927 г. Творбата е публикувана през 1930 г. и се занимава с въпроса какво се случва, когато един невярващ човек, придобие вяра. Стилът на писане на Елиът тук се различава от предишните му произведения. Езикът му става по-малко ироничен, творбите му вече не са населени от няколко диалогизиращи по между си лирически говорители. Тематичният фокус се измества върху духовните и религиозни търсения на поета.

### Книга за практичните котки на стария опосум
През 1939 г. Томас Елиът публикува хумористичния сборник „Книга за практичните котки на стария опосум“. Като първото му издание има илюстрация от автора на корицата. През 1954 г. композиторът Алън Роусторн избира шест от стихотворенията, включени в книгата и ги оформя за изпълнение от оркестър. След смъртта на поета мотиви от книгата стават в основата на известния мюзикъл „Котки“ на Андрю Лойд Уебър. Мюзикълът е игран за първи път през 1984 г. в Лондон, а на следващата година вече е на Бродуей.

### Четири квартета
Самият автор смята творбата за шедьовър. Именно „Четири квартета“ донася на Елиът Нобелова награда за литература през 1948 г. Творбата се състои от четири дълги стихотворения, публикувани отделно в периода от 1936 г. до 1942 г. – „Бърнт Нортън“ (1936 г.), „Ийст Коукър“ (1940 г.), „Драй Салвиджис“ (1941 г.), „Литъл Гилдинг“ (1942 г.). Първото стихотворение – „Бърнт Нортън“, е написано и публикувано заедно с по-ранните творби на поета, сред които е пиесата „Убийство в катедралата“. След няколко години Елиът написва другите три поеми от цикъла – „Ийст Коукър“, „Драй Салвиджис“ и „Литъл Гилдинг“. Стихотворенията са публикувани заедно едва през 1943 г. от издателя на Т.С. Елиът в Ню Йорк.
„Четирите квартета“ са четири взаимосвързани размишления върху връзката на човека с времето, вселената и божественото. Като описва своето разбиране за божествено, Елиът съчетава англо-католицизъм с мистика, както и философски и поетични идеи от западните и източните културни и религиозни традиции. Освен това не липсват препратки към „Бхагавад гита“ и Сократ.
Въпреки че творбата се радва да положителни оценки от страна на критиката, не липсват и негативни оценки. Джордж Оруел не одобрява явната религиозност, демонстрирана в „Четири квартета“. Следващото поколение критици е несъгласно с оценката на Оруел, като в защита на твърдението си заявява, че религиозният план прави творбата по-силна и въздействаща.
Във Великобритания преобладава положителното мнение за творбата. В Съединените щати критиката се разделя на два лагера – такива, които одобряват късното творчество на Елиът и такива, които предпочитат ранната му поезия.

### Пиеси
Като изключим „Четири квартета“ след „Пепелната сряда“ Елиът насочва творческата си енергия към писане на драми в стихове. Повечето от тях са комедии или драми с изкупителни завършеци. Самият Т.С. Елиът от дълго време е критик и почитател на Елизабетинската и Джейкъбинската драма в стихове. Интересът му личи най-вече в „Пустата земя“, където забелязваме препратки към Уебстър, Шекспир, Томас Мидълтън и Томас Кид.
Една от идеите на Елиът е да напише драма в стихове като използва ритъма на ранната джаз музика. Пиесата „Суини“, представя персонаж, който се появява в редица поеми на Т.С. Елиът. Въпреки че авторът не я завършва, той публикува две действия от нея – „Фрагменти от Пролог“ (Fragment of a Prologue) през 1926 г. и „Фрагменти от Агон“ (Fragment of an Agon) през 1927 г. Двете сцени са събрани и издадени заедно през 1932 г. под заглавието „Суини Агонист“ (Sweeney Agonistes). Елиът отбелязва, че пиесата би трябвало да е с едно действие, ето защо по-често се поставя на сцена като едно цяло.
Друга значима пиеса на Т.С. Елиът е „Скалата“ (The Rock), която е поставена за първи път през 1934 г. Голяма част от пиесата е плод на съвместна работа. Елиът е автор на едно действие и хор.
Може би най-популярната пиеса на Елиът е „Убийство в катедралата“. Тя представя убийството на архиепископ Томас Бекет в Кентърбърийската катедрала през 1170 г. За първи път пиесата е поставена през 1935 г. на Кентърбърийския фестивал. Драмата се занимава с противопоставянето на индивида на властта. Пиесата звучи много актуално за времето на написването ѝ – в контекста на набиращия сила фашизъм в Европа.

### Литературна критика
Елиът е смятан за един от най-великите литературни критици на XX в. Той има значителен принос и в областта на литературната критика, като оказва силно влияние на така наречената „Нова критика“. По някакъв начин той сам пренебрегва и свежда до минимум значимостта на работата си – веднъж казва, че критиката му е просто вторичен продукт на неговата лична поетична работа.
В своето критическо есе „Традиция и индивидуален талант“ Елиът твърди, че изкуството трябва да се разглежда не самостоятелно, а в контекст на предишни произведения на изкуството. В известен смисъл един артист, художник или поет трябва да се оценява по стандартите на миналото. Това есе е с важно влияние върху новата критика, въвеждайки идеята, че стойността на едно произведение на изкуството трябва да се разглежда в контекста на работата на творците в миналото. Елиът използва тази концепция в много от своите произведения, особено в поемата „Пустата земя“.
Важна за „Новата критика“ е и идеята, застъпена в есето „Хамлет и неговите въпроси“ – за „обективната свързаност“ между думите в текста и събитията, състоянията на ума и преживяванията. Това затвърждава разбирането, че едно литературно произведение означава това, което казва. Но това предполага и възможност за преценка въз основа на различните читателски интерпретации.
По общо казано „Новата критика“ следва примера на Елиът по отношение на „класически“ идеали, които приема от една страна, а от друга неговото религиозно мислене, а също и отношение му към поезията и драмата от началото на XVII в. „Новата критика“ е съгласна с осъждането на романтиците, особено Шели и неговите поетически възгледи.
Есетата на Елиът са една от основните причини за възраждането на интереса към метафизичните поети. Той се възхищава на качествата на поезията им. Есето му „Метафизичните поети“ придава ново значение на метафизичната поезия.
Поемата „Пустата земя“ също може да бъде по-добре осмислена в контекста на неговата работа като критик. Той твърди, че поетът трябва да пише „програмна критика“. Това означава, че поетът трябва да пише критика, за да покаже собствените си интереси и възгледи, а не „историческа начетеност“. Погледнато през критичния обектив на Елиът „Пустата земя“ по-скоро представя личното му разочарование от Първата световна война, отколкото обективното ѝ историческо разбиране.
| „ | [Моята] поезия има повече допирни точки със съвременниците ми в Америка, отколкото с каквато и да е творба, написана от моето поколение в Англия... Тя не би била това, което е, и ми се струва, че не би била толкова качествена ... ако бях роден в Англия и не би била това, което е, ако бях останал в Америка. Всъщност е комбинация от неща. Но по своите източници, по емоционалните си извори идва от Америка. | “ |

## Присъствието на Елиът в България
И в България Елиът се радва на голяма популярност. Стиховете му са оказвали значително влияние върху много български поети от различни поколения. Стихове на Елиът на български са публикувани през 1969 г. в превод на Цветан Стоянов в антологията „Съвременни английски поети“ и в събраните преводи на Цветан Стоянов, публикувани през 1984 г. Друг преводач на поезията на Елиът е Владимир Свинтила, който превежда „Четири квартета“. През 1980 г. излиза неголям том с избрани критически произведения на поета.

### Ранни творби
- Проза
  - „The Birds of Prey“ (разказ; 1905)
  - „A Tale of a Whale“ (разказ; 1905)
  - „The Man Who Was King“ (разказ; 1905)
  - Рецензия за „The Wine and the Puritans“ (1909)
  - „The Point of View“ (1909)
  - „Gentlemen and Seamen“ (1909)
  - Рецензия за „Egoist“ (1909)

- Стихотворения
  - „A Fable for Feasters“ (1905)
  - „'If Time and Space as Sages say'„ (1905)
  - „[At Graduation 1905]“ (1905)
  - „Song:'If space and time, as sages say'„ (1907)
  - „Before Morning“ (1908)
  - „Circe's Palace“ (1908)
  - „Song: 'When we came home across the hill'„ (1909)
  - „On a Portrait“ (1909)
  - „Nocturne“ (1909)
  - „Humoresque“ (1910)
  - „Spleen“ (1910)
  - „Ode“ (1910)

### Поезия
- Prufrock and Other Observations (Пруфрок и други наблюдения) (1917)
  - The Love Song of J. Alfred Prufrock (Любовната песен на Дж. Алфред Пруфрок)
  - Portrait of a Lady (poem) (Портрет на една дама)
  - Aunt Helen (Леля Елън)
- Poems (Стихотворения) (1920)
  - Gerontion (Геронтион)
  - Sweeney Among the Nightingales (Суини сред славеите)
  - The Hippopotamus (Хипопотамът)
  - Whispers of Immortality
  - Mr. Eliot's Sunday Morning Service
  - A Cooking Egg
- The Waste Land (Пустата земя) (1922)
- The Hollow Men (Кухите хора) (1925)
- Ariel Poems (Ариел) (1927 – 1954)
  - The Journey of the Magi (1927)
- Ash Wednesday (Пепелната сряда) (1930)
- Coriolan (Кориолан) (1931)
- Old Possum's Book of Practical Cats (1939)
- The Marching Song of the Pollicle Dogs и Billy M'Caw: The Remarkable Parrot (1939) в The Queen's Book of the Red Cross
- Four Quartets (Четири квартета) (1945)

### Пиеси
- Sweeney Agonistes (Суини Агонист) (публикувана през 1926 г., играна за пръв път през 1934 г.)
- The Rock (Скалата) (1934)
- Murder in the Cathedral (Убийство в катедралата) (1935)
- The Family Reunion (Семейното събиране) (1939)
- The Cocktail Party (Приемът) (1949)
- The Confidential Clerk (Частният секретар) (1953)
- The Elder Statesman (Възрастният държавник) (играна за пръв път през 1958 г., публикувана през 1959 г.)

### Есета и студии
- Christianity & Culture (Християнство и култура) (1939, 1948)
- The Second-Order Mind (Второразредната мисъл) (1920)
- Tradition and the Individual Talent (Традиция и индивидуален талант) (1920)
- The Sacred Wood: Essays on Poetry and Criticism (Свещената гора: Есета върху поезията и литературознанието) (1920)
  - „Hamlet and His Problems“ (Хамлет и неговите въпроси)
- Homage to John Dryden (В памет на Джон Драйдън) (1924)
- Shakespeare and the Stoicism of Seneca (Шекспир и стоицизмът на Сенека) (1928)
- For Lancelot Andrewes (За Ланселот Андрюс) (1928)
- Dante (Данте) (1929)
- Selected Essays, 1917 – 1932 (Избрани есета) (1932)
- The Use of Poetry and the Use of Criticism (Употребата на поезията и на литературознанието) (1933)
- After Strange Gods (След чуждите богове) (1934)
- Elizabethan Essays (Есета върху Елизабетинската култура) (1934)
- Essays Ancient and Modern (Есета върху древните и модерните) (1936)
- The Idea of a Christian Society (Идеята на християнското общество) (1939)
- A Choice of Kipling's Verse (Изборът на стиха на Киплинг) (1941)
- Notes Towards the Definition of Culture (Бележки към една бъдеща дефиниция за култура) (1948)
- Poetry and Drama (Поезията и драмата) (1951)
- The Three Voices of Poetry (Трите гласа на поезията) (1954)
- The Frontiers of Criticism (Границите на литературознанието) (1956)
- On Poetry and Poets (За поезията и поетите) (1957)

### Книги на български
- Томас Стърнс Елиът. Традиция и индивидуален талант. Съставител Светлозар Игов. Варна: Георги Бакалов, 1980, 237 с.
- Томас Стърнс Елиът. Избрани стихове. Съставител Владимир Левчев. Превод от английски Цветан Стоянов, Георги Рупчев, Владимир Левчев и Ани Илков. София: Народна култура, 1993. (ISBN 954-04-0075-9)
- Томас Елиът. Четири квартета. Превод от английски Владимир Свинтила. София: Захарий Стоянов, 2002, 168 с.
- Т. С. Елиът. Популярна книга за Котките. Превод от английски Стефан Радев. София: Брегов и Радев, 2015, 76 с. (ISBN 978-619-90540-0-0)
- Томас Стърнс Елиът. Избрани стихотворения. Превод от английски Владимир Левчев. Пловдив: Жанет 45, 2016, 138 с. (ISBN 978-619-186-159-0)
- Т. С. Елиът. Котките. Практически наръчник от Стария опосум. Превод от английски Ангел Игов. София: Agata-A, 2017, 124 с. (ISBN 978-954-540-126-8)